# Зубровый питомник СО РАН
Зубровый питомник СО РАН — заповедник по разведению зубров в Шебалинском районе Республики Алтай. Основан в 1982 году.

## История зубров на Алтае
Зубр и близкородственный ему вид американский бизон имеют общего предка — первобытного зубра Bison priscus. Ещё в эпоху последнего оледенения этот могучий зверь населял огромные просторы Евразии. Современные Зубры и Бизоны по сути — его измельчавшие потомки. С изменением климатических условий единая популяция бизонов распалась на части и Зубры современного типа в Азии никогда больше не проживали.

## Новая история зубров на Алтае
После почти полного истребления зубров в Европе началась успешная история сохранения их как биологического вида и восстановления численности популяции. Благодаря усилиям международной группы учёных численность Зубров удалось постепенно восстановить до приемлемых значений — сначала в парках, а после и в естественных условиях.
Уже к началу 60-х годов XX века возникла необходимость в новых подходящих местах для их разведения. Среди пригодных для этой цели территорий академиком И. И. Соколовым был предложен Южный Алтай как район, подходящий по своим физико-географическим и кормовым условиям. В начале 80-х годов в Горном Алтае по инициативе академика Д. К. Беляева был создан центр по сохранению и накоплению генофонда перспективных в научном отношении видов диких животных. Одним из видов был выбран зубр.
В период с 1982 по 1984 годы на территорию питомника были доставлены 3 самца и 8 самок. Животные, принадлежащие к L-линии, до этого обитали в Центральном зубровом питомнике при Приокско-Террасном заповеднике в Московской области.
В питомнике имеется 3 смежных парка, огороженных стальной сеткой. В целом его территория представляет многоугольник сложной конфигурации, вписывающийся в прямоугольник со сторонами 2 км (с севера на юг) и 2,5 км (с запада на восток). Небольшая территория разнообразна по ландшафту: горный рельеф со скальными выходами, гребнями, крутыми склонами и вершинами сочетается с лесными и полевыми участками, полянами, родниками и ручьями. Разнотравье открытых участков и растения лесного полога представляют все богатство растительности предгорий Алтая. Основа леса — береза и лиственница, встречается черемуха, ива, смородина, спирея, шиповник и рябина.
В летнее время зубры не нуждаются в подкормке, которая дается с ноября по май, то есть по времени совпадает с образованием постоянного снежного покрова. Естественная растительность обеспечивает полноценное питание с поздней весны до середины осени. Количество же и качество корма в зимний период является главным лимитирующим фактором для благополучия популяции. В целом же зубры достаточно хорошо адаптировались к местному климату, что в лучшем виде иллюстрирует ежегодное появление молодых зубрят. В 2015 году поголовье Зубров в Чергинском питомнике составляло 47 особей.

## Сохранение популяции
В связи с уменьшением финансирования со стороны СО РАН сокращены или свёрнуты объёмы научных работ по изучению зубров. Также не совсем понятно, кто несёт ответственность за содержание поголовья животных. Частично затраты на содержание возмещает СО РАН через Институт цитологии и генетики, часть затрат несёт непосредственно Алтайское опытное хозяйство.
В Президиуме СО РАН проводится работа по обоснованию создания на базе Чергинского питомника особо охраняемой природной территории Национальный парк. Возможно, это поможет решить ряд вопросов, связанных с содержанием и охраной зубров.

## Зубровый питомник как туристический объект Горного Алтая
Питомник расположен всего в паре километров от трассы М-52 «Чуйский тракт», в районе 510 километра, немного не доезжая до села Черга. До самого питомника проложена вполне сносная грунтовая дорога, по которой спокойно можно проехать даже на туристическом автобусе.
Сотрудники питомника, соблюдая необходимые меры безопасности, могут провести желающих достаточно близко к месту обитания животных. Зубры весьма спокойно воспринимают посетителей и не проявляют беспокойства.
Алтайский бизон является самым большим животным, обитающим в Сибири. При удачном освещении и активном поведении зубров туристы могут сделать отличные фотографии в разнообразных ландшафтах зубрятника.

## Фотогалерея

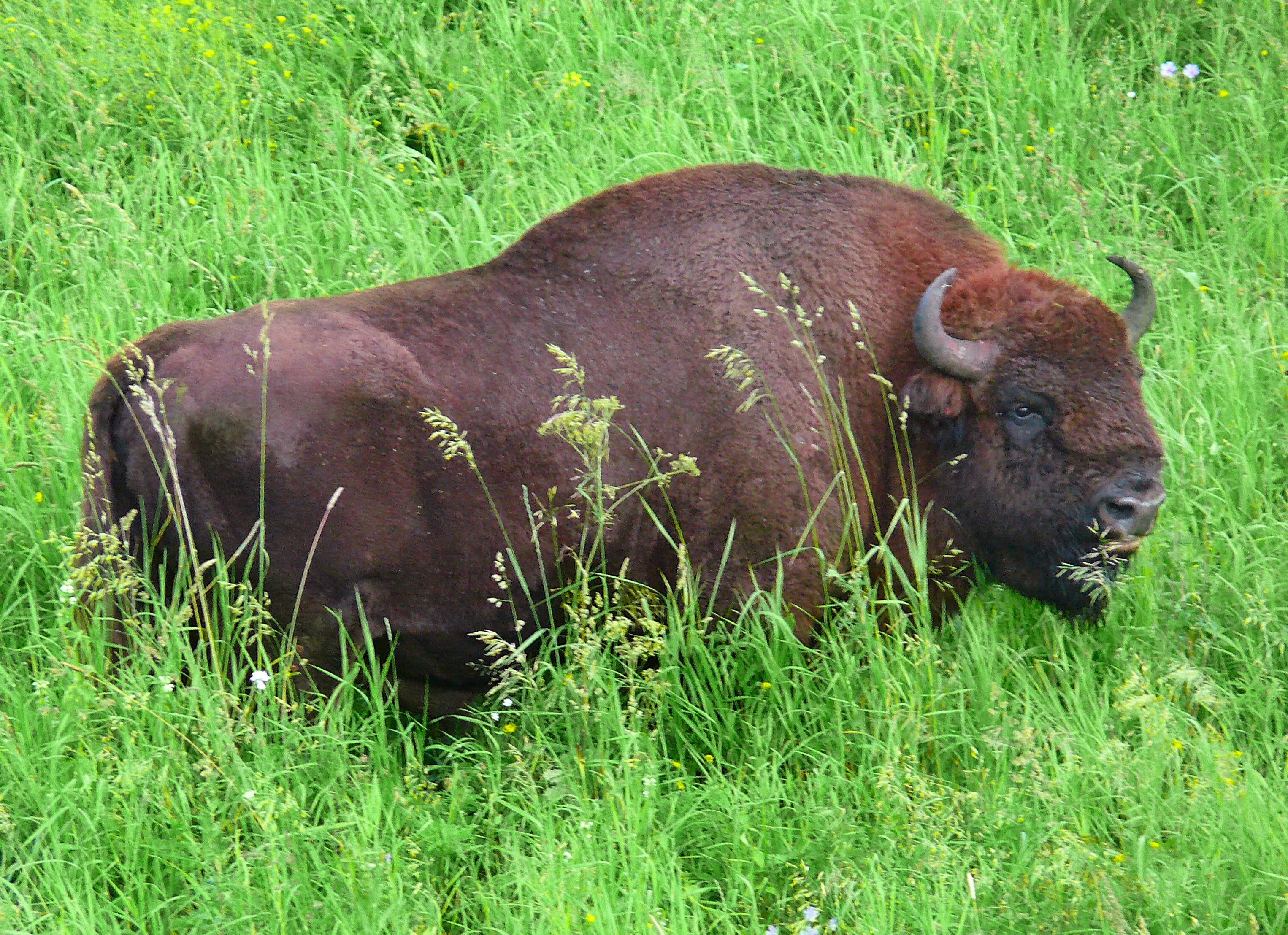
Взрослый Зубр
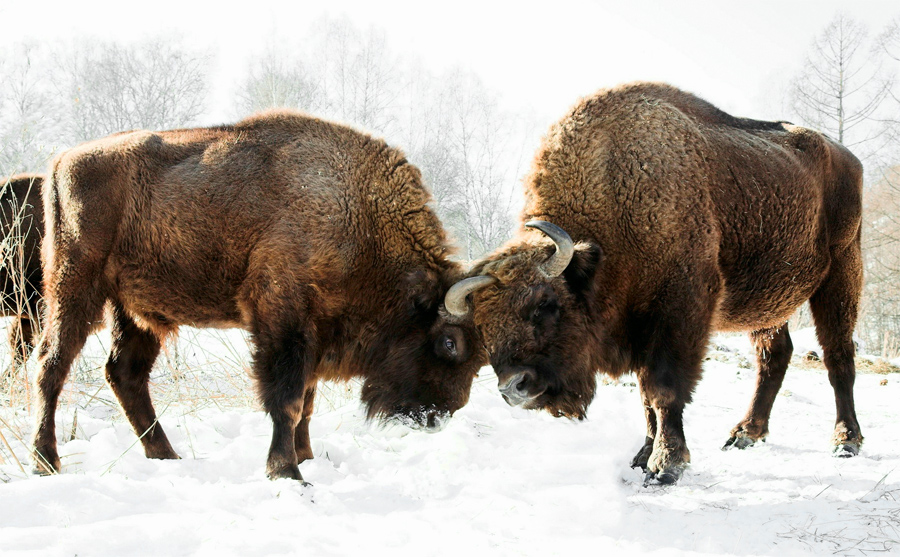
Турнир
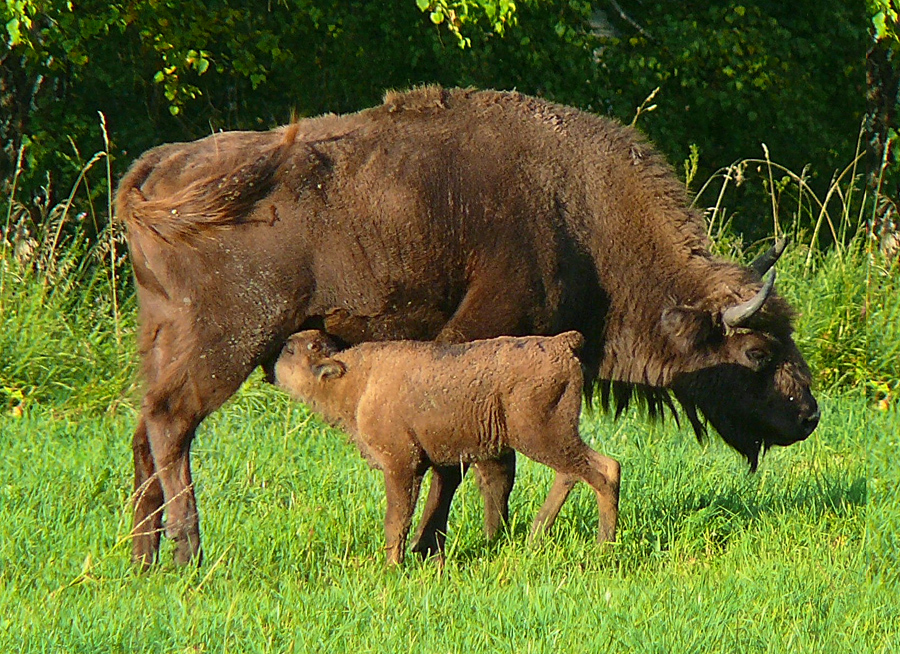
Маленький зубр
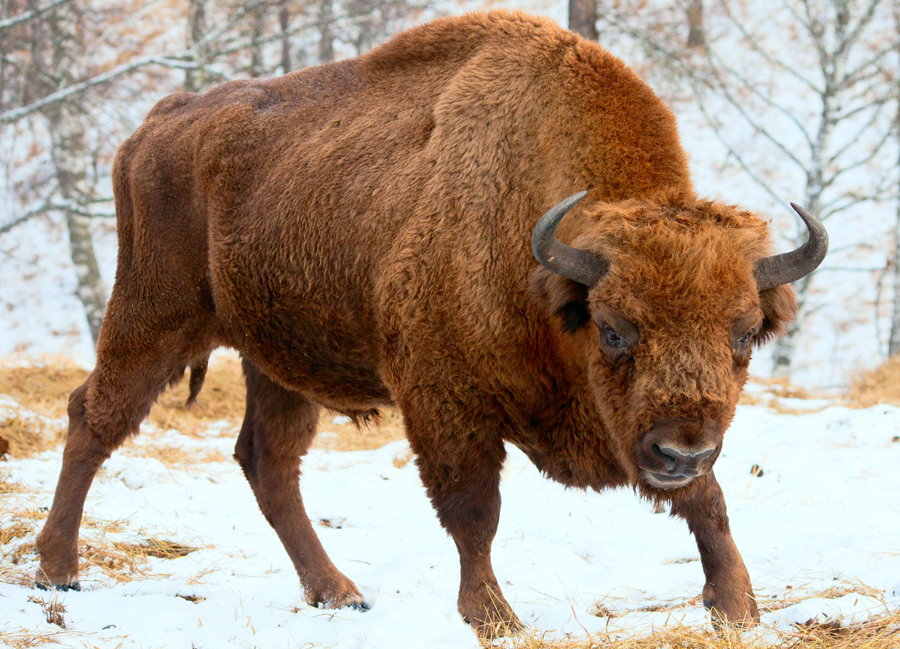
Сибирский бизон
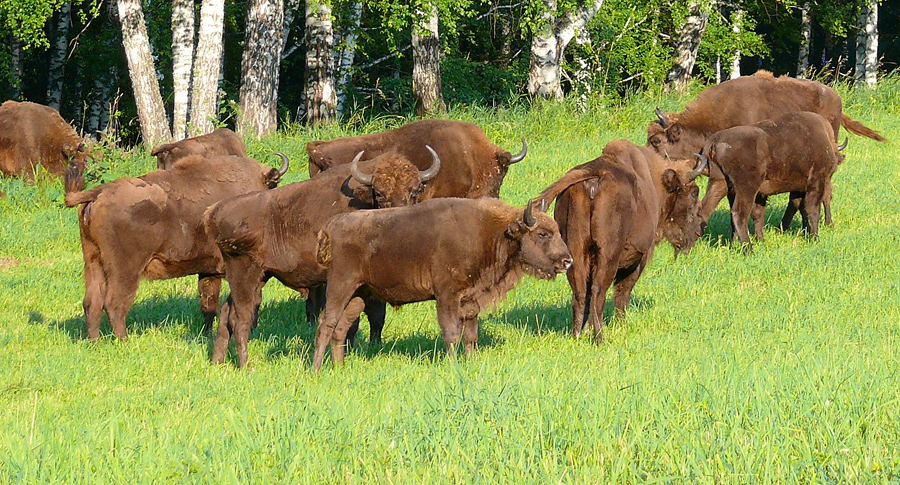
Стадо зубров